# Kahlenbergi csata
A kahlenbergi csata 1683. szeptember 12-én zajlott le a Sobieski János lengyel király és Lotaringiai Károly herceg vezette lengyel–osztrák–német hadak és a Kara Musztafa nagyvezír vezénylete alatt Bécset ostromló török haderő között, a Bécs melletti Kahlenberg hegyen. A csata a Oszmán Birodalom súlyos vereségével végződött, mellyel el is indult a megállíthatatlan bukás útján. Az oszmán haderő ezt a vereséget többé nem tudta kiheverni, többé nem fenyegette a korabeli Európát.

## Előzmények
1682-ben a Felvidéken felkelés tört ki az osztrák hatalom ellen. A felkelés élére Thököly Imre állt. A törökök ki akarták használni a kedvező alkalmat, és annak ellenére, hogy a felkelést a császári csapatok leverték, fegyverkezni kezdtek, és előkészületeket tettek egy újabb nagy háborúra. A fenyegető török hadjárat közeledtével az osztrák császár, I. Lipót 1683. április 1-jén szövetséget kötött a lengyel királlyal, III. Sobieski Jánossal, mely Törökország ellen irányult. Az egyezmény egyik pontja szerint amennyiben a szerződő felek egyikének fővárosát (Varsót vagy Bécset) támadás érné, a másik fél segítségére siet.
Sobieski attól félvén, hogy a csapás Podólia felől fogja érni Lengyelországot, sietve 36 ezer fős sereget gyűjtött Kis-Lengyelországban, megerősítette Lwówot és Krakkót. A törökök azonban áprilisban Ausztriát támadták meg, és kikerülve a megerősített pontokat, Kara Musztafa nagyvezír óriási hadserege (melyet egyes történészek túlzóan 230 ezer fősre becsülnek) ostromolni kezdte Bécset az osztrák birodalom fővárosát.

## Az ostrom
A korábbi becslésekkel ellentétben a török sereg nem volt túlzottan nagy. A reguláris hadai legfeljebb 30 ezer főt értek el (ebből 12 ezer volt janicsár gyalog), amely kiegészült a nem reguláris akindzsik és aszabok, valamint egyéb, főleg várbeli katonák tömegével. Csatlakozásra kötelezték a hűbéreseket is. A Krími Tatár Kánság 40 ezer fővel csatlakozott a hadjárathoz, de ebből az ostromban kb. 15 ezer lovas vehetett részt, a többi Ausztriát, Csehországot és más tartományokat pusztított. A havasalföldi és moldvai vajdák is hozzájárultak a hadjárathoz (legaktívabban a moldvaiak). Thököly és I. Apafi Mihály erdélyi fejedelmet is erre kényszerítették, akárcsak azokat a magyarországi területeket is, melyek meghódoltak a felvonuló oszmán seregnek, de az ostromban max. 4000 magyar vett rész, az sem közvetlenül a harcokban, hanem felderítésben és a terep ellenőrzésében.
Július elején tatár hordák érték el a város környékét. A kezdeti csatározások után Lipót császár 80 000 bécsi lakossal Linzbe menekült. A tényleges ostrom július 14-én kezdődött.
Bécs védelmét Ernst Rüdiger von Starhemberg gróf vezette, akinek 370 ágyú, a Dupigny császári vértes lovasezred (600 fő), 10 603 császári gyalogos (73 gyalogosszázad), a 4900 fős bécsi városi milícia, és kb. 30-40 magyar állt a rendelkezésére.

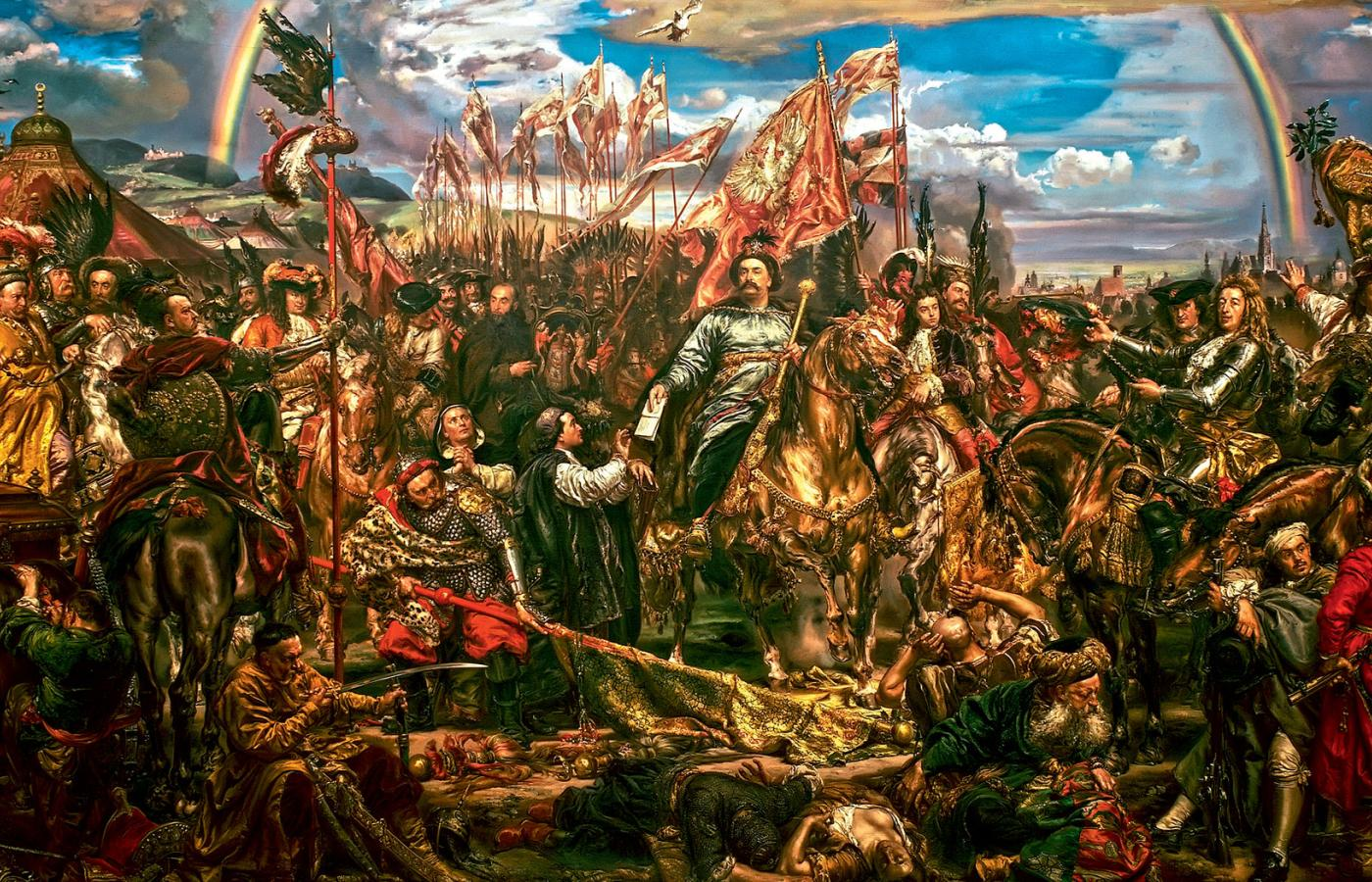
Jan Matejko: „Sobieski üzenetet küld XI. Ince pápának a győzelemről”

A védők az egész júliust és augusztust végigharcolták. A védők sok házat leromboltak a várfalak körül, hogy szabad kilövést biztosítsanak az ágyúik számára arra az esetre, ha a törökök le akarnák rohanni a várost. Kara Musztafa erre megparancsolta, hogy ássanak árkokat egészen a városfalakig, amelyek megvédik a gyalogságot a császári ágyúk tüzétől. Mivel a 300 török ágyú elavult volt, és a várfalak korszerűek voltak és azokat jól karbantartották, a törökök a lőporukat inkább aknák készítésére használták fel. Ezen kívül a török sereg a védők minden élelmiszer utánpótlását meghiúsította, azok kénytelenek voltak még a lovaikat is levágni. Állítólag patkányhúst is ettek, annyira nem volt élelmük.
A tatárok könyörtelenül elpusztították Alsó-Ausztriát, százezer embert gyilkoltak le, rengeteg foglyot ejtettek, német nemzetiségűek mellett elég sok horvátot is, akik még a 16. században települtek le. További véres támadásokat intéztek az akindzsik és a tatárok Stájerország, Felső-Ausztria, Morvaország és Csehország ellen.

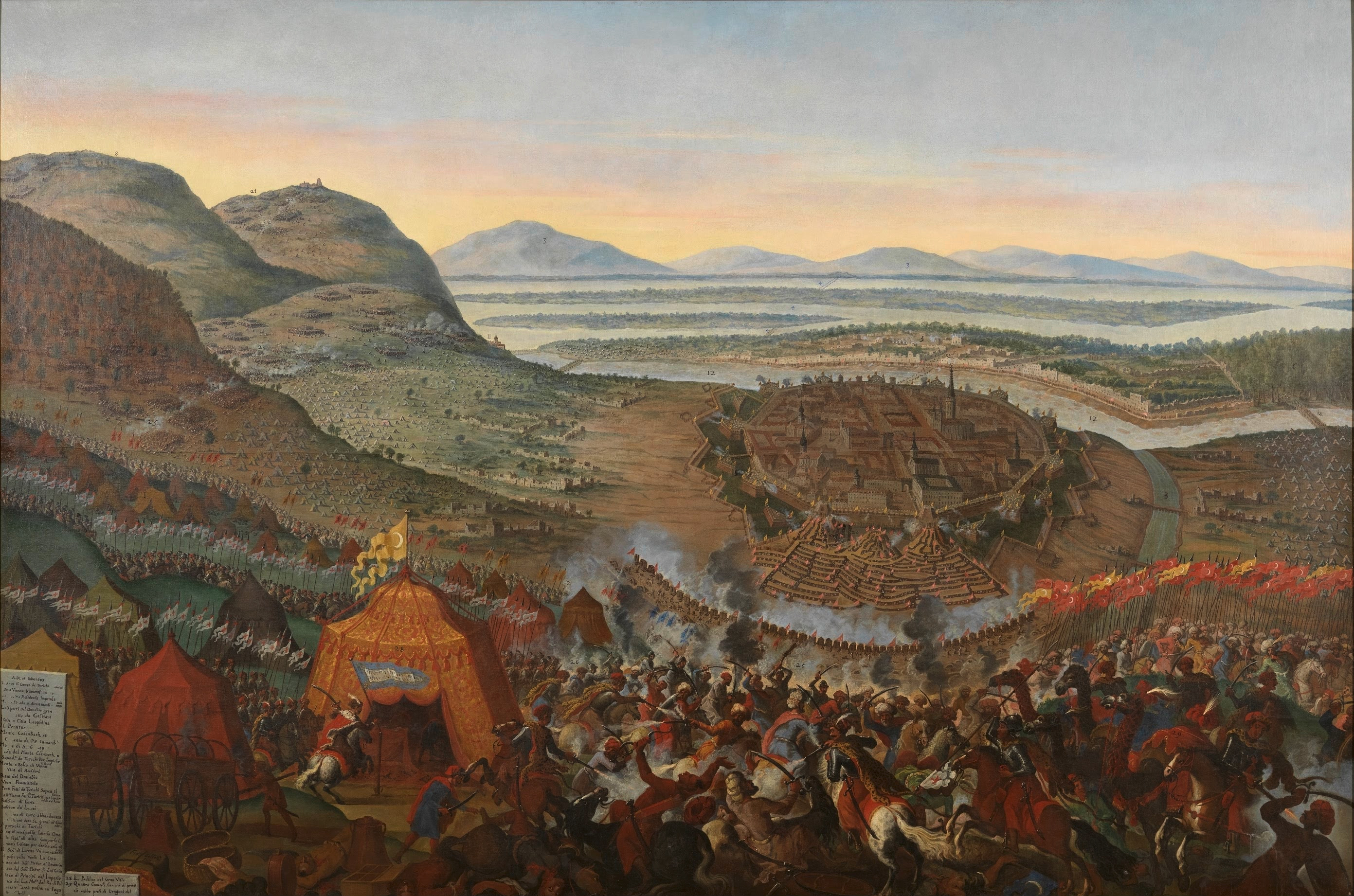
A török haderő Bécset ostromolja.

Augusztusban a császári csapatok Lotaringiai Károly vezénylete alatt győzelmet arattak Bisambergnél, 5 km-re Bécstől északkeletre Thököly Imre kuruc-tatár seregén, aki személyesen részt vett az ostromban.
Szeptember elején az 5000 fős török aknász csapat több ponton is felrobbantotta a falakat: többek között a Burg bástyát, a Löbel bástyát és a Burg ravelint (háromszögletű bástya), néhol 12 m széles rést vágva. A védők ellenaknák ásásával próbáltak védekezni. A törökök végül a Burg ravelint akarták megrohamozni, a védők felkészültek arra, hogy az ellenállást a városon belül folytatják.
A két hónapos ostrom alatt a védelem 5000 katonára apadt. Miután az osztrákok és a pápa is követelte, hogy teljesítse a szerződést, Sobieski Krakkóból 24 000 főre becsült létszámú királyi katonaságot hozott el, melyből 25 ezred lengyel huszár volt, és nem várva be a litvánok érkezését, erőltetett menetben Bécs alá vonult. A sereg útja Szilézián, Morvaországon és Csehországon át vezetett.

## A felmentő sereg
Szeptember 3-án találkoztak a keresztény szövetségesek a Duna menti Tullnnál. Itt Sobieski átvette az összes német, osztrák és lengyel sereg feletti parancsnokságot, mely összesen 85 000 fő körül lehetett, amely létszám felerészben gyalogságból, felerészben lovasságból állt. A lengyel erők helyettes parancsnoka Marcin Kątski kijevi vajda volt, aki a sereg ukrán és kozák katonáit is irányította, valamint a tüzérség parancsnoka volt. A német erők alparancsnokságát Georg Friedrich von Waldeck herceg-generális látta el, aki brandenburgi volt és egykor harcolt lengyelek ellen is. Ő már részt vett a törökök elleni harcokban Magyarországon, a híres szentgotthárdi csatában a birodalmiak alvezére volt és később hollandiai parancsnok lett.
A kahlenbergi csatában nem a keresztény szövetségesek teljes ereje vett részt, jelentős kötelékek egyéb hadműveleti, biztosító feladatokat láttak el, mint például 6 császári gyalogezred, 1 császári vértes lovasezred és 2 császári dragonyosezred.
Ugyancsak elfogadta a haditanács a nyílt csata tervét is. Sobieski az összes hadat a Duna jobb partján vonta össze Tullnnál, 40 km-re északnyugatra Bécstől, miután a csapatokat szeptember 6. és szeptember 8. között átvitte a folyón. Ezalatt az osztrák és német sereg parancsot kapott arra, hogy támadja meg a török erőket a Duna jobb partján elterülő dombos tájon keresztül. Fő feladatuk az volt, hogy az ellenség fő erőit lekössék, és az ostromgyűrűben védekező város felől elfordítsák. Ezzel szemben Sobieski a teljes lengyel királyi sereget, közöttük a gyalogság nagy részét (14 ezer embert) titokban, kihasználva a jó helyismerettel bíró magyar vezetők segítségét, kerülő úton a Bécsi-erdőbe vitte. Ez a nehéz művelet, melynek során emberek és lovak tömegét és 26 szétszerelt ágyút kellett a sűrű erdőn és dimbes-dombos területen titokban átvinni, két napig tartott.
| A felmentő sereg a kahlenbergi csatában       | Gyalogságː | Lovasságː | Ágyúkː | Létszámː  |
| --------------------------------------------- | ---------- | --------- | ------ | --------- |
| Lengyel Királyság és Litván Nagyfejedelemségː | 10 000 fő  | 14 000 fő | 28 db  | 24 000 fő |
| Habsburg Monarchiaː                           | 8100 fő    | 12 900 fő | 70 db  | 21 000 fő |
| Bajor Választófejedelemségː                   | 7500 fő    | 3000 fő   | 26 db  | 10 500 fő |
| Német-római Császárság kisebb fejedelemségeiː | 7000 fő    | 2500 fő   | 12 db  | 9500 fő   |
| Szász Választófejedelemségː                   | 7000 fő    | 2000 fő   | 16 db  | 9000 fő   |
| Összlétszámː                                  | 39 600 fő  | 34 400 fő | 152 db | 74 000 fő |

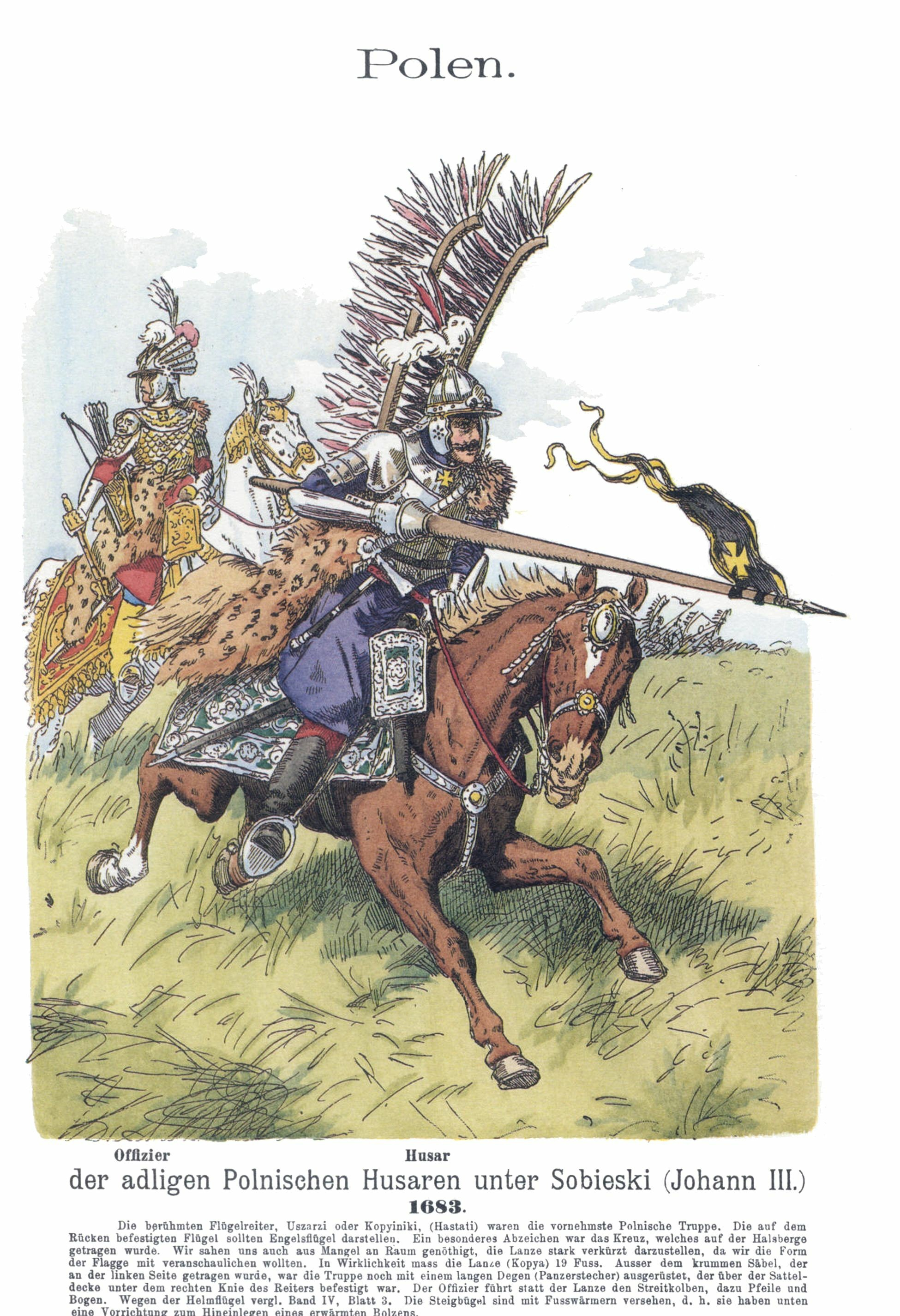
Lengyel szárnyas huszárok 1683-ból.
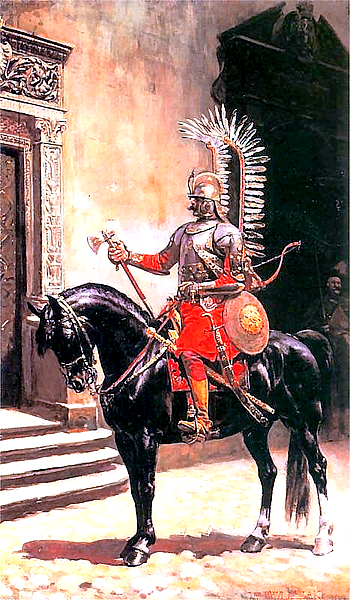
Lengyel szárnyas huszár.
Császári vértes (kürasszír) a Habsburg Monarchia hadseregéből, a Dampierre-vértesezredből, 1683-ban.
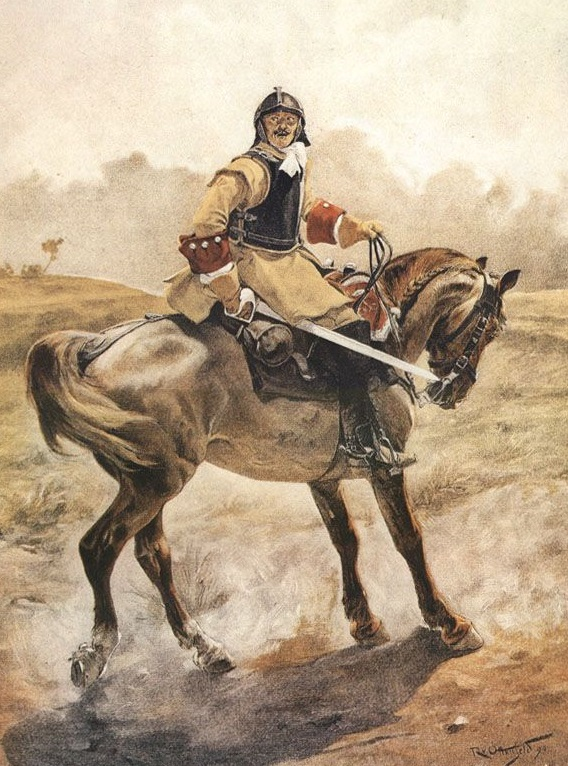
Császári vértes (kürasszír) a Habsburg Monarchia hadseregéből, a 17-18. század fordulóján.
Császári dragonyos (1682), és dragonyostiszt (1690) a Habsburg Monarchia hadseregéből.
Magyar huszár a Habsburg Monarchia hadseregéből.
Császári gránátos (elit gyalogos) a Habsburg Monarchia hadseregéből, a 17. század végéről.
Császári sorgyalogság a Bürkli-ezredből, a Habsburg Monarchia hadseregéből, a 17. század végéről.

## A csata

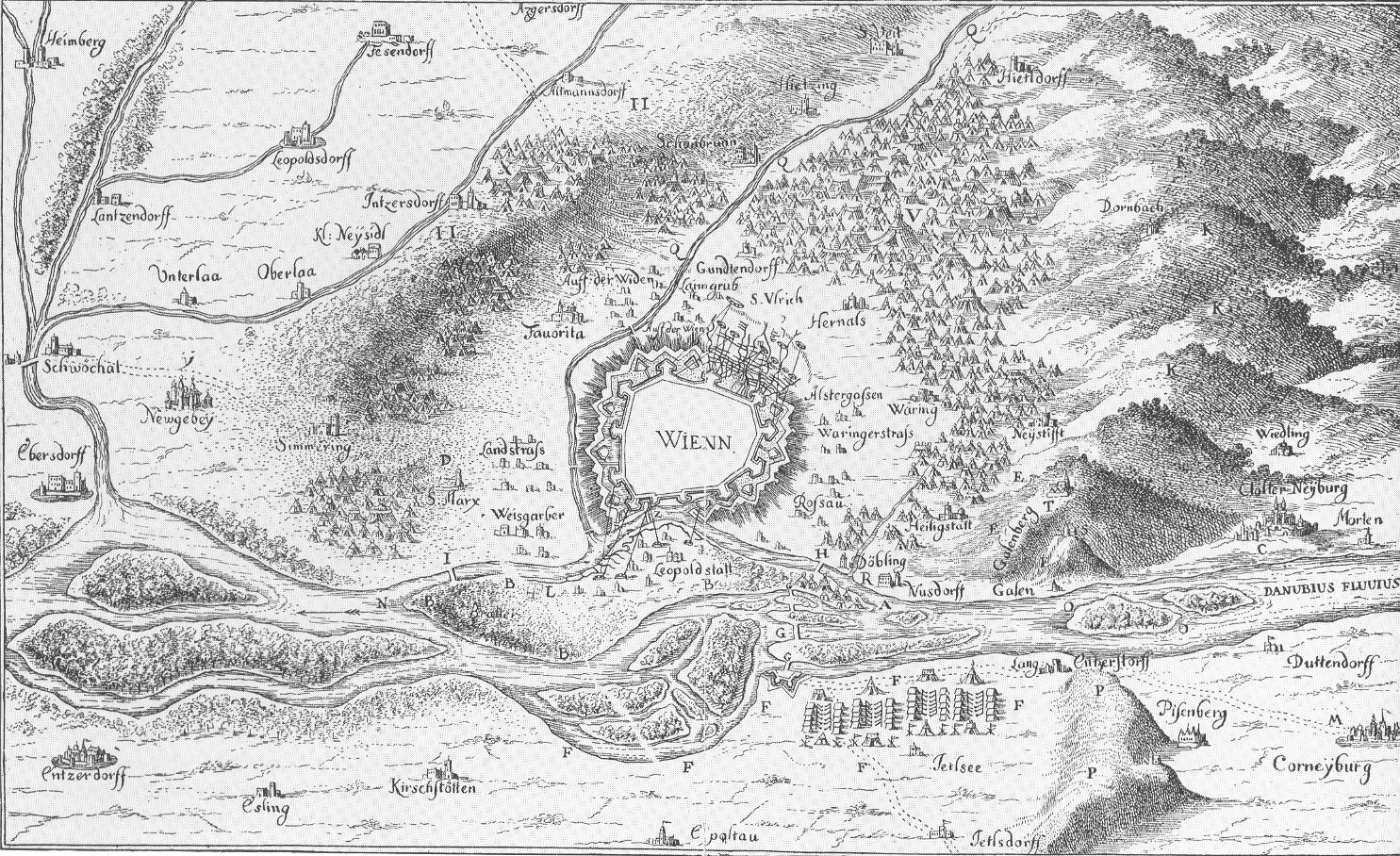
Lotaringiai Károly tábora Bécs mellett, a Duna északi partján, Jedlesee falunál (ma Bécs 21. kerülete)
(A térkép délkeletnek van tájolva, lefelé északnyugat!)

A csata szeptember 12-én reggel kezdődött. Kara Musztafa nagyon bízott csapataiban, ezért különösebb előkészületeket nem tett a védelemre, például nem erősítette meg a török tábort. Főképpen a Nussdorf és Schafberg falvak közötti szakaszt biztosította. Weinhaustól északra a Türkenschanznak nevezett gyengén összetákolt erődítést emelte. A németek és az osztrákok a balszárnyon harcoltak a Kahlenberg és a Leopoldsberg magaslatok között, közvetlenül a Duna mellett. A lengyelek továbbra is távolabb vonultak, a Bécsi-erdőből egy néhány kilométeres dombos, bozótos, szőlőskertekkel, mély bevágásokkal tarkított, ritkán beépített területre értek. Ezen a részen azonban a törökök nem akarták erősíteni a védelmet, mert nem tartottak támadástól.
A Bécsi-erdő széléről Sobieski serege csak késő délután jött ki. A lengyelek szeme előtt a Wien folyócska széles völgye terült el, amely enyhén lejtett Bécs felé, a távolban az ágyúk torkolattüzének felvillanása látszott. Közelebb látható volt a hatalmas török tábor és a török ütegek. A lengyel huszárok közel 6 km-es vonala az erdőre támaszkodott, mögöttük az alacsonyan fénylő nap csaknem láthatatlanná tette őket a törökök felől.
Sobieski első parancsa az volt, hogy egy csapat huszárt küldött Zygmunt Zbierzchowski vezényletével a terep felderítésére, hogy nincsenek-e árkok, hirtelen mélyedések stb.
A huszárok nagy ívben vágtattak a török állások között nagy riadalmat okozva, de egyúttal nagy veszteségeket is szenvedtek. Kara Musztafa nagyvezír, mivel azt hitte, hogy a főerők támadnak, saját hatalmas lovasságát küldte ellenük, akik a vakmerő lengyeleket az erdő széléig üldözték, ahol azután a lengyel ágyúk visszafordulásra kényszerítették őket.
Kihasználva a zavart, amit az okozott a török seregben, hogy a lengyel huszárok eltűntek az erdőben, Sobieski buzogányával jelt adott az általános roham megindítására. Délután 6 óra körül Stanisław Jabłonowski és Mikołaj Sieniawski hetmanok huszárjai, a király közvetlen parancsnoksága alá tartozó egységek és a német lovasság is támadásra lendült.
Először lassan, majd mindjobban felgyorsulva, végül fülsiketítő robogással és csatakiáltással a huszárok átszáguldottak a terepen az erdőtől a Wien folyóig mindent levágva, ami útjukba esett. Először a tatár lovasság, majd a táborok legénysége, a román segédcsapatok, majd a Bécset ostromló janicsár gyalogság, s végül a nagyvezír maga is fejveszett menekülésbe kezdett, átúszatva a Wien folyócskán. Sobieski végül megállította csapatait a folyónál, mivel az ellenség üldözéséhez már túl késői óra volt. A győzelem teljes volt: Bécs megmenekült, a város lakói boldogan köszöntötték felszabadítóikat, és a törökök hatalmas táborát körülvették Sobieski katonái.

## A csata után

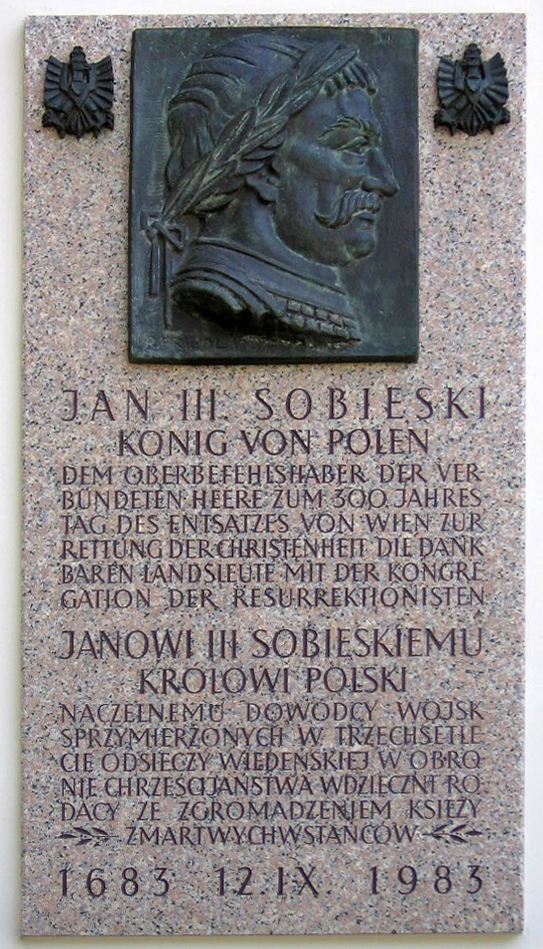
Emléktábla a Kahlenbergen

Éjszaka, a nagyvezírtől zsákmányolt sátorban Sobieski két levelet írt. Az egyiket XI. Ince pápának ezekkel a szavakkal: Venimus, vidimus et Deus vicit (Jöttünk, láttunk és Isten győzött), a másikat feleségének, Marysieńkának, mely a következő szavakkal kezdődött: Urunk Istenünk nemzetünknek olyan győzelmet és dicsőséget adott, amilyenről a korábbi századok nem hallottak. A pápai levélhez a próféta zöld zászlaját is csatolta, Marysieńka levele mellé pedig Sobieski 400 szekeret küldött teli fegyverrel, nyergekkel, sátrakkal, szőnyegekkel, kelmékkel, ruhákkal és más értékes tárgyakkal, amelyeket a huszárok zsákmányoltak a törököktől. Ezek egy részét a mai napig lehet látni a Wawelben. Sobieski III. János lengyel király a czestochowai kegykép másolatát a kahlenbergi kápolnában hagyta a győztes csata után.
A lengyeleknek a chocimi ütközet óta ez volt a legnagyobb győzelmük a törökök felett.
Rövidesen a litván csapatok is csatlakoztak a szövetségesekhez, és egyesült erővel nyomultak be Magyarországra, a párkányi csatában leverték a budai pasa seregét, és elfoglalták Esztergomot is.
A törökök mintegy 10 000 halottat, 5000 foglyot és 5000 sebesültet veszítettek a csatában, a szövetségesek összes vesztesége pedig 4500 fő volt. A török sereg jelentős része megmenekült a lemészárlástól, de eldobta fegyvereit, elhagyta összes ágyúját, és utánpótlását. A bécsi csatavesztés után a török sereg csak visszavonulni volt képes. Kara Musztafát a vesztes csata és a sikertelen hadjárat után a szultán parancsára zöld selyemzsinórral megfojtották, de ezzel nem segítettek a reménytelen helyzeten, mert a pápa megalakította a Szent Ligát, amelybe a Német-római Birodalomtól Oroszországig Európa legtöbb államát bevonta, hogy a török hatalmat teljesen megsemmisítsék.
A pápa a győzelmet Szűz Mária közbenjárásának tulajdonítva, szeptember 12-ét azóta is megtartott Mária-ünneppé nyilvánította.